# Proconura asiatica
Proconura asiatica är en stekelart som beskrevs av T.C. Narendran 1989. Proconura asiatica ingår i släktet Proconura och familjen bredlårsteklar.
Artens utbredningsområde är Taiwan. Inga underarter finns listade i Catalogue of Life.